# 太平洋黑頭魚
太平洋黑頭魚，為輻鰭魚綱黑头鱼目黑頭魚科的其中一種，為深海魚類，分布於東南太平洋海域，棲息深度400-750公尺，體長可達31.7公分，棲息在大陸坡底層水域，生活習性不明。

## 扩展阅读
維基物種上的相關：太平洋黑頭魚